# ゴヴィンダン・パライル
ゴヴィンダン・パライル（Govindan Parayil）は、科学、技術、革新、持続可能性などを専門とする、インド出身の開発学者、サウスフロリダ大学パテル・グローバル持続可能性学部 (Patel College of Global Sustainability) 教授・学部長。元国連大学副学長。グローバルな持続可能性についての専門家として知られている。

## 経歴
インド南西部ケララ州出身。
カリカット国立工科大学で電気工学を学ぶエンジニアとしての教育を受けて1978年に卒業し、その後、渡米した。
1983年にレンセラー工科大学からMSを取得した後、アメリカン大学で開発経済学を学び、1985年にMAを取得し、さらに、1990年には緑の革命における技術移転を論じた『Conceptualizing Technological Change: Technology Transfer in the Green Revolution』により、バージニア工科大学からPh.D.を取得した。
ロックフェラー財団からの支援を受けて1993年にコーネル大学の研究員となった後、1994年に香港科技大学准教授 (Assistant Professor) となり、2004年にシンガポール国立大学准教授 (Associate Professor) になって、情報通信マネジメントプログラムの代表を務めた。2008年8月から2014年にかけて、オスロ大学に籍を置きつつ、国際連合大学副学長を務めた。この間2009年1月から2013年にかけて国連大学高等研究所所長を務め、東京を拠点として教育指導にあたるとともに、「持続可能な社会のための科学技術革新」をおもな課題として各種の研究プログラムを主導した。当時は、2010年に名古屋市で第10回生物多様性条約締約国会議が開催され、翌年から「国連生物多様性の10年」が始まった時期でもあり、パライルはこれに関連する学術行事の取り組みなどにも関わった。また、国連大学と横浜市、横浜国立大学との協力関係の構築を推進し、国連大学高等研究所のパシフィコ横浜への移転を実現した。
2017年から南フロリダ大学へ移って、パテル・グローバル持続可能性学部教授、学部長となり、併せて学際グローバル研究大学院 (School of Interdisciplinary Global Studies) 教授となっている。

## 研究
パライルは、その経歴の学際性を反映して、様々な分野を横断する学際的なアプローチでグローバルな持続可能性についての研究に取り組んでいる。農業関連の諸問題や電気通信事業関連など、パライルは様々な課題について、利用者の視点の重視 (user-focused)、革新志向 (innovation-oriented)、市場性に立脚すること (market-based) を一貫して強調している。

## おもな著書

### 単著
- Conceptualizing Technological Change: Theoretical and Empirical Explorations. Lanham, MD and Oxford: Rowman & Littlefield Publishers, Hardcover 1999: Soft cover 2002, viii + 211 pp.

### 編著
- Kerala: The Development Experience: Reflections on Sustainability and Replicability, London & New York: Zed Books, 2000, x + 280 pp (Editor & Author).
- Political Economy and Information Capitalism in India: Digital Divide, Development and Equity, Basingstoke, UK: Palgrave Macmillan, 2006, xiii + 256 pp.

### 共編著
- The New Asian Innovation Dynamics: China and India in Perspective, editors: G. Parayil and A.P. D’Costa, Palgrave Macmillan: Basingstoke, UK, 2009.
- Free and Open Source Technology and Software for Sustainable Development in Developing Countries, editors: S.K. Sowe and G. Parayil, Tokyo: United Nations University Press, 2012.